# Куиър изследвания
Куиър изследванията (от английски: queer studies, queer – куиър) или известни още жаргонно на български с транслитерирания от английски вариант куиър стъдис, са комплекс от изследвания, касаещи сексуалната ориентация, сексуалните малцинства и джендър идентичносстта. В някои случаи и остаряло куиър изследванията биват наричани науки за сексуалната ориентация. Те са основно свързани с куиър (ЛГБТ) проблематиката, но засягат и се интересуват и от други теми. Други наименования на дисциплината на английски език са Sexual Diversity Studies (изследвания на сексуалното многообразие), Sexualities Studies (изследвания на сексуалността) или LGBTQ Studies (ЛГБТК изследвания, като „к“ е за questioning, тоест за онези, които не са се самоопределили).
Оригинално центрирани около ЛГБТ историята и литературната теория, полето се разширява за да включи академичното изучаване на въпроси повдигани от биологията, социологията, антропологията, история на науката, философията, психологията, политическата наука, етиката и други полета на изследване на идентичността, живота, историята и възприемането на куиър хората.

## Академия
Според Харвард Градският университет на Ню Йорк е първият, който е включил университетска програма по гей и лесбиан изседвания през 1986. А първият бакалавърски курс в САЩ върху ЛГБТК изследвания е от още по-рано – Калифорнийски университет, Бъркли – през 1970.
В областта съществуват постоянно нарастващ брой университетски курсове и програми (с университетски степени), в НБУ курс с названието Сексуални идентичности е преподаван, макар че той може да се впише по-скоро в джендър изследванията. В САЩ куиър понякога са minor степен към бакалавър или магистратура по джендър изследвания или изследвания на жените. На някои места дисциплината се нарича науки за сексуалното различие. През юни 2009, Харвардския университет огласи, че ще установи финансово осигурено място за ЛГБТ изследвания. Вярвайки, че постът ще бъде „първото преподавателско професорско място от този вид в страната“, президентът на Харвард Дрю Г. Хауст нарича тази стъпка „важно събитие.“ Субсидиран от $1.5 милиона, дарение от членове и поддръжници на Партийния комитет на гей и лесбийките в Харвард, професурата по джендър и сексуалност е запазена за Ф. О. Матисен, харвардския американски изследвател и литературен критик, който оглавява бакалавърската програма по история и литература. Харвардския борд на надзираващите членове казва „Това е изключителен момент в харвардската история на това бързо разрастващо се поле... И заради водещата роля на Харвард в академията и света, този дар ще даде продъжителен поргрес към по-включващо общество.“

## История
Лесбиан и гей изследванията, произхождат от 70-те на 20 век с публикации на няколко „начални работи върху гей историята.“ Вдъхновени от афроамериканските изследвания, изследванията на жените и подобни идентичностно базирани академични полета, началното ударение е върху „разкриване на потисната история на живота на гей и лесбийките“, също успява да си проправи път към литературните департаменти, където се набляга върху литературната теория. Куиър теорията скоро се развила, поставяйки на изпитание социално конструираните категории на сексуалната идентичност.
Сред основоположниците на науките за сексуалната ориентация са Мишел Фуко, Андрю Джеферс, Джудит Бътлър, Алън Брей, Дейвид Халперин, Одри Лорд, Джон Бозуел, Ив Козофски Седжуик и Джудит Халберстайм.
В същото време трябва да се отбележи, че куиър науките, изследователски се изместват и като наименование и като фокус към джендър изследванията и чистите ЛГБТ изследвания в последните години.

## Фокус
Учените в областта разглеждат ЛГБТ хората (а често и другите сексуални малцинства) като част от т.нар. „категория на Другия“, и целят да дадат възможност на тази обществена група, да промени социалните нагласи и култура. Основен акцент в науките за сексуалната ориентация се поставя върху обединяването на теория и практика с множество програми насърчаващи работата в полза на общността, общностната ангажираност и активизъм в допълнение към академичните четения и проучвания.
Основните научни похвати в дисциплината включват:
- изследване на „куиър“ влияния и теми в литературни творби;
- анализи на политическите течения, свързващи неравноправието на жените (виж феминизъм), расовите малцинства, и други потиснати класи, с това на сексуалните малцинства;
- изследване на „„куиър“ фигури и тенденции в историята, които според изследователите са игнорирани и изключвани от праволинейната наука.

Науките за сексуалната ориентация не бива да бъдат бъркани с куиър теорията, която е аналитично гледище в тези науки, концентрирано в областта на литературните изследвания и философията.